# Тихоокеанский кальмар
Тихоокеанский кальмар (лат. Todarodes pacificus) — низкобореальный субтропический нерито-океанический вид головоногих моллюсков из отряда десятируких (Decapodiformes).

## Ареал
Встречается по всему Японскому, Жёлтому, Восточно-Китайскому морям, у восточного побережья Японских островов до острова Окинава, в поверхностных слоях воды до глубин не более 200 м при температуре 0,4—28° С. Ночью концентрируется на глубинах до 50 м, днём на 150—200 м. В тёплые годы северная граница распространения кальмара расширяется до Командорских островов, массовые скопления наблюдаются до 57° с. ш.
Во время нагульных миграций заплывает в Татарский пролив и южную часть Охотского моря, редко — в юго-западную часть Берингова моря. Летом и осенью многочислен у западного побережья Сахалина, и островов Кунашир и Итуруп.

## Описание
Обычно имеют размеры 0,25—0,5 м, но могут достигать 79 сантиметров (считая и щупальца). Длина мантии до 35 см. Вес до 1,1 кг.
Кальмары имеют обтекаемое торпедообразное упругое тело, что позволяет им двигаться с большой скоростью «хвостом» вперёд, основной способ движения — реактивный. Плавники ромбической формы занимают менее половины длины мантии. Щупальца оснащены защитными мембранами, плавательными килями и двумя рядами присосок с зубчатыми хитиновыми кольцами. В основании короткой и узкой булавы щупалец расположено 10—12 небольших присосок, а в двух средних рядах центральной части имеется ещё 8—9 парами крупных присосок.
Окраска дорсальной поверхности красновато-бурого цвета с тёмной продольной полосой, вентральная поверхность серебристо-голубая.

## Биология

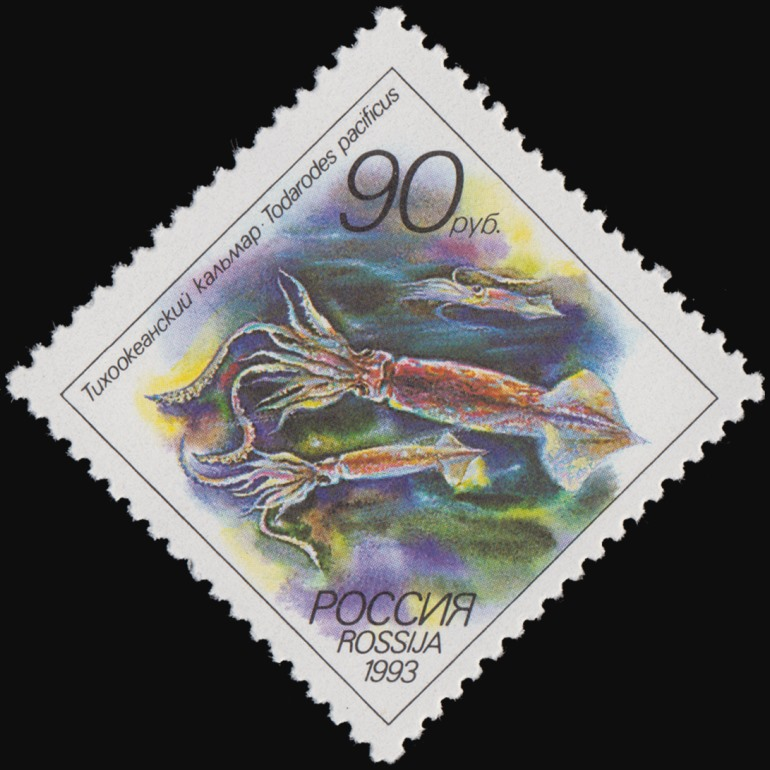
Почтовая марка, 1993 год

Питается тихоокеанский кальмар крупным зоопланктоном и мелкой рыбой. Обычен каннибализм. В свою очередь эти кальмары служат добычей зубатых китов, морских котиков и скатов. Они ведут стайный образ жизни.
Половая зрелость наступает в возрасте одного года. Считается, что все кальмары этого вида гибнут после первого нереста. Продолжительность жизни 1 год. В помёте до 470 тыс. яиц. Кладка имеет вид большого прозрачного шара. Личинки вылупляются через 4—6 дней. С наступлением половой зрелости тихоокеанские кальмары совершают миграции к местам нереста.

## Взаимодействие с человеком
Тихоокеанский кальмар служит предметом промысла в России, Японии, КНДР и Южной Корее. Важнейший промысловый вид. Российский вылов в 1960-х годах достигал 3000 тонн, сейчас не превышает 900 тонн в год (в том числе любительский лов — 600 тонн в год).

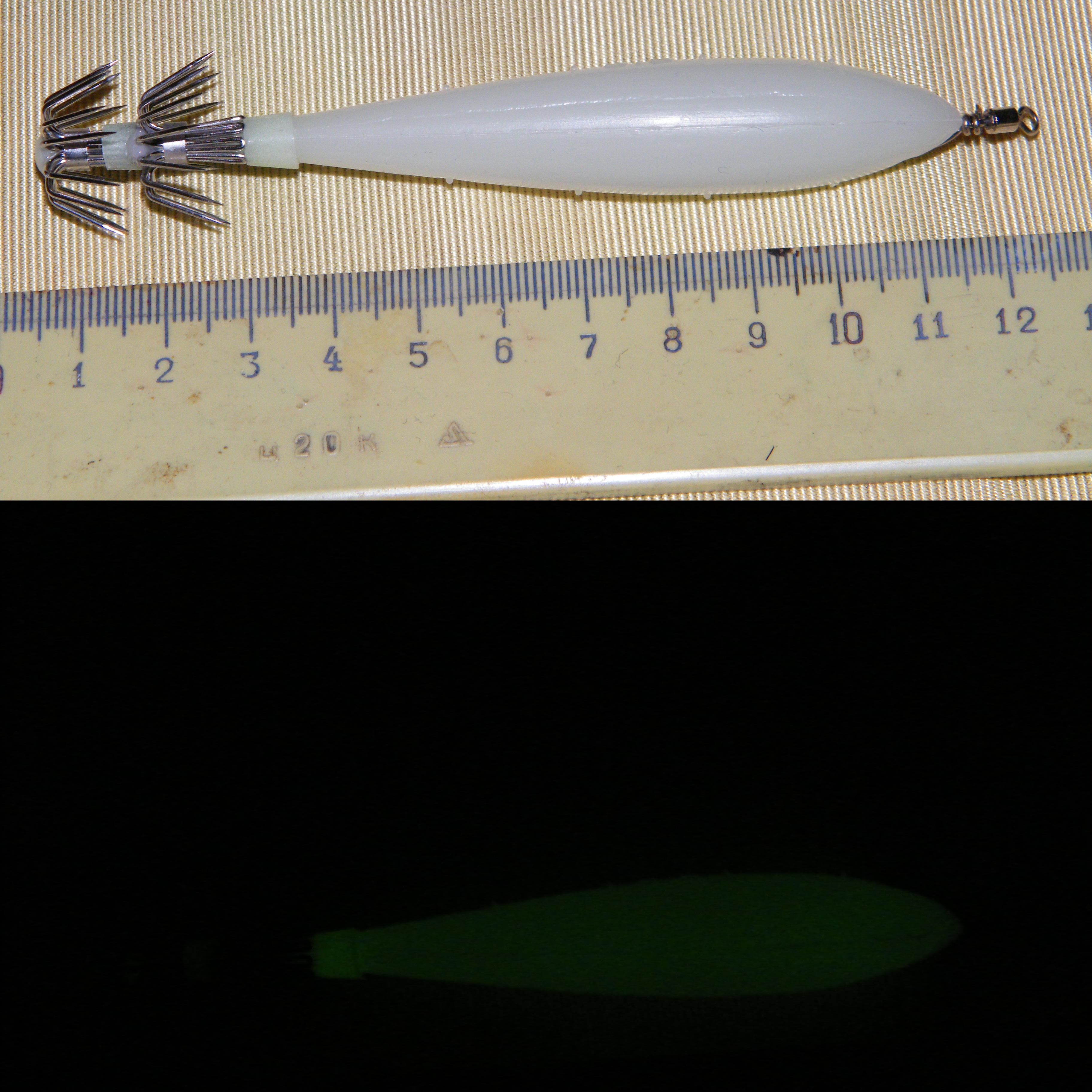
Кальмаровая блесна на свету и в полной темноте
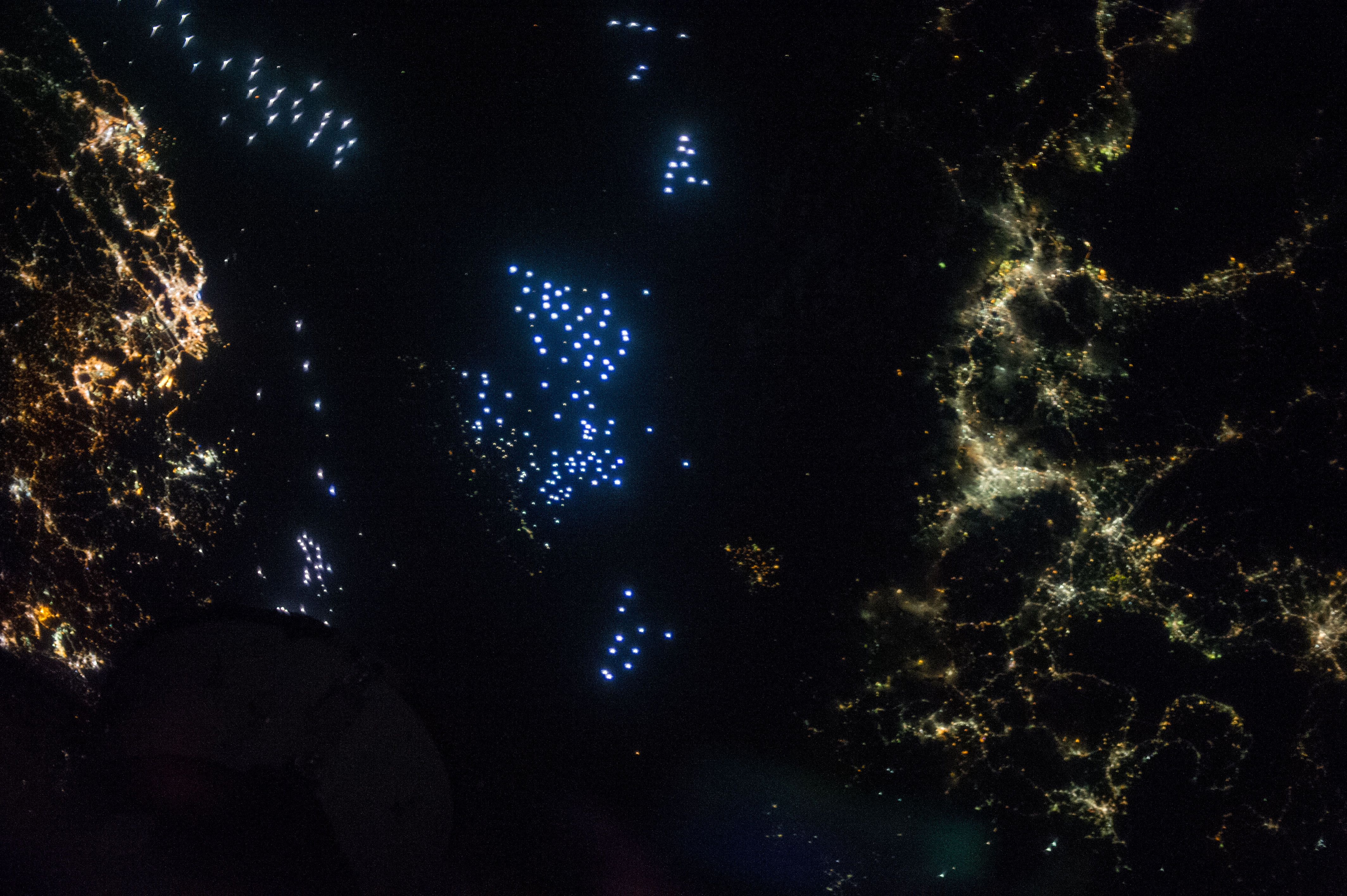
Флотилия рыболовецких судов в Цусимском проливе, отделяющего Японию и Южную Корею. Рыбаки приманивают тихоокеанских кальмаров ксеноновыми лампами ярко-голубого цвета (в центре).